# Nychiodes safidaria
Nychiodes safidaria är en fjärilsart som beskrevs av Edward P. Wiltshire 1943. Nychiodes safidaria ingår i släktet Nychiodes och familjen mätare. Inga underarter finns listade i Catalogue of Life.